# كيفن جي. لونش
كيفن جي. لونش هو اقتصادي كندي، ولد في 1951 في سيدني ‏ في كندا.